# الحروب الإيطالية
الحروب الإيطالية تشير غالباً إلى الحروب الإيطالية الكبرى أو الحروب الكبرى في إيطاليا وأحياناً حروب هابسبورغ فالوا. كانت سلسلة من الصراعات بين عامي 1494-1559 وشملت في أوقات مختلفة معظم الدول المدن الإيطالية والولايات البابوية ومعظم الدول الرئيسية في أوروبا الغربية (فرنسا وإسبانيا والإمبراطورية الرومانية المقدسة وانكلترا واسكتلندا) فضلاً عن الدولة العثمانية. نشأت أصلاً حول نزاع خلافة دوقية ميلانو ومملكة نابولي. أصبحت الحروب بعد ذلك صراعاً على السلطة والأرض بين المتنازعين، واتسمت بدرجة متزايدة من التحالفات والتحالفات المضادة والخيانات.

## مقدمة
عقب الحروب في لومبارديا بين البندقية وميلانو والتي انتهت في 1454، دخل شمال إيطاليا إلى حد بعيد في سلام خلال عهدي كوزيمو دي ميديشي ولورينزو دي ميديشي من فلورنسا مع استثناء ملحوظ في حرب فيرارا في 1482 - 1484.
كانت إسبانيا قد وعدت بعدم التدخل في مغامرات فرنسا في إيطاليا في مقابل روسيون وسيردانيا التي تم التنازل عنها لإسبانيا بموجب معاهدة برشلونة في 1493.

## الحروب

### الحرب بين 1494-1498

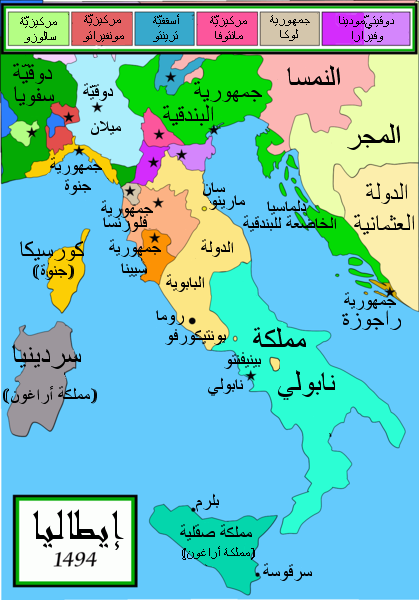
إيطاليا عام 1494.

قام لودوفيكو سفورزا من ميلانو الباحث عن حليف ضد جمهورية البندقية بحث شارل الثامن ملك فرنسا على غزو إيطاليا، مستخدماً لذلك المطالبة الأنجوفية بعرش نابولي كذريعة. عندما توفي فرديناندو الأول ملك نابولي في 1494، غزا شارل شبه الجزيرة بجيش قوامه خمسة وعشرون ألف رجل (بما في ذلك 8000 من المرتزقة السويسريين)، آملاً في استخدام نابولي كقاعدة لحملة صليبية ضد الأتراك العثمانيين. تقدمت القوات الفرنسية لعدة أشهر عبر إيطاليا دون مقاومة تقريباً حيث لم تكن جيوش كوندوتييرو للدول المدن الإيطالية قادرة على مقاومتها. غير أن قربهم من نابولي أثار أخيراً رد فعل وتشكلت عصبة البندقية ضد القوات الفرنسية، مما يعني فعلياً قطع جيش شارل عن فرنسا. على الرغم من الانتصار التكتيكي الذي أحرزته الجيوش الفرنسية ضد العصبة في معركة فورنوفو، أدى تشكل العصبة عند الخطوط الخلفية لجيش شارل إلى إجباره على الانسحاب إلى فرنسا، وبالتالي كانت معركة فورنوفو مجرد انسحاب ناجح. بعد النكسات الأولية والتي كان أبرزها معركة سمينارا الكارثية تمكن فرديناندو الثاني ملك نابولي بمساعدة قديرة من الجنرال الإسباني غونزالو دي كوردوبا بتقليص الحامية الفرنسية في مملكة نابولي. حافظ لودوفيكو على عرشه حتى عام 1499 رغم خيانته للفرنسيين في فورنوفو، وذلك عندما قام لويس الثاني عشر خليفة شارل بغزو لومباردي والاستيلاء على ميلانو والتي ادعى عرشها عن طريق جدته لأبيه فالنتينا فيسكونتي.

### الحرب بين 1499-1504
قام لويس عام 1500 بعد التوصل إلى اتفاق مع فرناندو الثاني ملك أراغون بتقسيم نابولي وسار إلى الجنوب انطلاقاً من مدينة ميلانو. في عام 1502، سيطرت قوة مشتركة فرنسية إسبانية على المملكة، لكن خلافات نشبت حول شروط التقسيم أدت إلى حرب بين لويس وفرناندو. أجبر لويس بحلول 1503 بعد أن هزم في معركتي تشيرينيولا وغاريليانو على الانسحاب من نابولي والتي بقيت تحت سيطرة الوالي الإسباني الجنرال دي كوردوبا.

### حرب عصبة كامبراي
في الوقت نفسه كان البابا يوليوس الثاني أكثر اهتماماً بكبح التوسع الإقليمي لجمهورية البندقية، فشكل في 1508 عصبة كامبراي والتي اتفقت فيها فرنسا والبابوية وإسبانيا والإمبراطورية الرومانية المقدسة على كبح جماح البنادقة. على الرغم من أن العصبة دمرت جزءاً كبيراً من جيش البندقية في معركة أنياديللو في 1509 إلا أنها فشلت في السيطرة على بادوا، وفي 1510 قام يوليوس بتغيير تحالفاته بعد أن أصبح يرى في فرنسا تهديداً أكبر وتحالف مع البندقية. بعد عام من القتال على رومانيا والذي هزم فيه تحالف البندقية مع البابوية مراراً وتكراراً، أعلن البابا عصبة مقدسة ضد الفرنسيين؛ اتسعت تلك العصبة بشكل سريع لتشمل انكلترا وإسبانيا والإمبراطورية الرومانية المقدسة.
ألحقت القوات الفرنسية بقيادة غاستون دو فوا هزيمة ساحقة بالجيش الأسباني في معركة رافينا في عام 1512 لكن فوا قتل خلال المعركة واضطر الفرنسيون للانسحاب من إيطاليا بسبب غزو السويسريين لميلان الذين أعادوا ماسيميليانو سفورزا إلى عرش الدوقية. انهارت العصبة المقدسة عند تقسيم الغنائم، حيث اصطفت البندقية في 1513 متحالفة مع فرنسا، واتفقتا على تقسيم لومبارديا بينهما.
شن لويس حملة أخرى على ميلان لكنه هزم في معركة نوفارا والتي سرعان ما تبعتها سلسلة من انتصارات العصبة المقدسة ضد البنادقة في لا موتا والفرنسيين في غينيغيت والاسكتلنديين في فلودين فيلد. رغم ذلك، خلفت وفاة يوليوس العصبة من دون قيادة فعالة، وعندما قام فرانسوا الأول خليفة لويس بهزيمة السويسريين في مارينيانو في 1515 انهارت العصبة المقدسة. بموجب معاهدات نويون وبروكسل، وجب تسليم كامل شمال إيطاليا إلى فرنسا والبندقية.

### الحرب بين 1521-1526
أدى اعتلاء كارلوس ملك إسبانيا عرش الإمبراطورية الرومانية المقدسة، وهو منصب رغبه فرانسوا، إلى انهيار العلاقات بين فرنسا والهابسبورغيين ومنح فرانسوا الأول ملك فرنسا ذريعة لبدء حرب عامة. تفوقت تكتيكات القربينات الإسبانية على القوة الفرنسية التي عانت من هزائم شلتها في بيكوكا ومعركة سيسيا على يد القوات الإسبانية بقيادة فرناندو دي أفالوس. بعد سقوط ميلان في أيدي الإمبراطورية، قاد فرانسوا شخصياً الجيش الفرنسي نحو لومبارديا في 1525، إلا أنه هزم وأسر في معركة بافيا. انطلقت سلسلة من المناورات الدبلوماسية حول إطلاق سراح فرانسوا الأسير في إسبانيا بما في ذلك البعثة الفرنسية الخاصة التي بعثت بها أم فرانسوا لويز من سافوا إلى بلاط سليمان القانوني الذي أصدر إنذاراً عثمانياً لتحالف كارلوس في سابقة من نوعها حيث تحالف ملكان مسلم ومسيحي والتي تسببت في فضيحة في العالم المسيحي. استغل سليمان الفرصة لغزو المجر في صيف عام 1526، وهزم حلفاء كارلوس في معركة موهاج، ولكن ورغم هذه الجهود وقع فرانسوا على معاهدة مدريد والتي تنازل فيها عن مطالبه في إيطاليا والفلاندرز وبورغونيا.

### حرب عصبة كونياك
في عام 1526، شكل البابا كليمنس السابع عصبة كونياك انطلاقاً من جزعه حيال القوة المتنامية لإمبراطورية شارلكان. قام كليمنس بالتحالف مع جمهورية البندقية وجمهورية فلورنسا وعدد من الدول الإيطالية الصغيرة مع فرنسا. رغم ذلك رفضت البندقية المساهمة بقوات عسكرية؛ ومع انسحاب القوات الفرنسية من لومبارديا، سارع شارلكان في إخضاع فلورنسا وفي 1527 سيطر على روما نفسها. سجن كليمنس على يد القوات الإمبراطورية، ولم يبدي أي مقاومة لكارلوس الخامس. مع إبرام معاهدة كامبراي في 1529، والتي انسحب فيها فرانسوا رسمياً من الحرب انهارت العصبة؛ أبرمت البندقية سلاماً مع شارلكان، في حين سلمت فلورنسا مرة أخرى لحكم آل ميديشي.

### الحرب بين 1536-1538
بدأت الحرب الثالثة بين كارلوس وفرانسوا مع وفاة فرانشيسكو ماريا سفورزا دوق ميلانو. عندما ورث فيليب بن كارلوس الدوقية، غزا فرانسوا إيطاليا واستولى على تورينو ولكنه فشل في السيطرة على ميلان. رداً على ذلك غزا كارلوس بروفنس متقدماً إلى ايه أن بروفانس، لكنه انسحب إلى إسبانيا بدلاً من مهاجمة مدينة أفينيون شديدة التحصين. أنهت هدنة نيس الحرب حيث بقيت تورينو في أيدي الفرنسيين لكن دون إحداث أي تغييرات كبيرة في خريطة إيطاليا.

### الحرب بين 1542-1546
تحالف فرانسوا مع سليمان الأول وأطلق غزواً أخيراً لإيطاليا. سيطر أسطول مشترك فرنسي عثماني بقيادة الأدميرال العثماني خير الدين بربروس على مدينة نيس في أغسطس 1543 وفرض حصاراً على قلعتها، لكن الحصار رفع في غضون شهر. هزم الفرنسيون بقيادة الكونت دإنغين الجيش الإمبراطوري في معركة سيريسول في 1544، لكنه فشل في اختراق لومبارديا. شرع شارلكان ملك إسبانيا وهنري الثامن ملك إنكلترا بغزو شمال فرنسا واستولوا على بولوني وسواسون. دفع غياب التنسيق بين الجيوش الإسبانية والإنكليزية إضافة إلى تزايد شدة الهجمات العثمانية بكارلوس إلى التخلي عن هذه الفتوحات والقبول بالوضع الراهن مرة أخرى.

### الحرب بين 1551-1559
أعلن هنري الثاني ملك فرنسا في عام 1551 بعد أن خلف فرانسوا على عرش البلاد الحرب ضد كارلوس ناوياً إعادة احتلال إيطاليا وضمان السيطرة الفرنسية على الشؤون الأوروبية بدلاً من آل هابسبورغ. كان الهجوم المبكر على لورين ناجحاً، لكنه هزم في محاولته غزو توسكانا في 1553 في معركة مارشيانو. أدى تنازل كارلوس عن العرش في 1556 إلى تقسيم إمبراطورية هابسبورغ بين فيليب الثاني ملك إسبانيا وفرديناند الأول وتحول التركيز إلى حرب الفلاندرز، حيث نجح فيليب بالتعاون مع ايمانويل فيليبير من سافوي بالانتصار على الفرنسيين في سانت كينتان. أدى دخول إنجلترا الحرب في وقت لاحق من ذلك العام إلى سيطرة الفرنسيين على كاليه كما نهبت الجيوش الفرنسية الممتلكات الإسبانية في البلدان المنخفضة؛ لكن هنري اضطر رغم ذلك لقبول السلام في كاتو - كامبريسيس متنازلاً بذلك عن أي مطالب أخرى في إيطاليا.

## تبعات الحرب
بحلول نهاية الحرب في 1559، برزت إسبانيا هابسبورغ بوصفها القوة الكبرى في أوروبا على حساب فرنسا. بينما كان حال الدويلات الإيطالية التي تمتعت بسلطة لا تتناسب مع حجمها خلال العصور الوسطى وعصر النهضة أن تراجعت كقوى من الدرجة الثانية أو دمرت تماماً.
كان للحروب الإيطالية عدة عواقب على عمل ومكان عمل ليوناردو دا فينشي، حيث أن خططه لإنشاء تمثال حصان «غران كافالو» في 1495 ألغيت عندما تم تحويل السبعين طناً من البرونز المخصصة للتمثال إلى صناعة الأسلحة للدفاع عن ميلانو. في وقت لاحق، وبعد لقائه بفرانسوا الأول بعد معركة مارينيانو وافق ليوناردو على الانتقال إلى فرنسا حيث امضى سنواته الأخيرة.
في فرنسا، أصيب هنري الثاني إصابة قاتلة في تنافس عقد خلال الاحتفالات بالسلام. أدت وفاته إلى تولي ابنه فرانسوا الثاني مقاليد الحكم وهو بعمر 15 عاماً والذي لم يعمر طويلاً بعدها. ألقيت الملكية الفرنسية في اضطرابات ازدادت حدتها مع اندلاع حروب الدين الفرنسية في 1562.

## الجيوش والعتاد الحربي
شهدت الحروب تقديم العديد من التقنيات والتكتيكات العسكرية المتقدمة بما في ذلك المدفعية الميدانية والمسكيت والجمع بين تكتيكات الأسلحة.
خضع المشاة لتطورات جذرية خلال الحروب الإيطالية، حيث تطوروا من قوات تستخدم الرماح في المقام الأول إلى وحدات أكثر مرونة تستخدم القربينات والرماح وغيرها من الأسلحة. وفي حين أن الجزء الأول من الحروب شهد هيمنة اللاندسكنيشت والمرتزقة السويسريين، فقد أظهرت الحرب الإيطالية 1521 قوة حشد الأسلحة النارية، مما أدى إلى اعتمادها المتزايد على نطاق واسع كأساس لجميع تشكيلات المشاة.
حافظ سلاح الفرسان الثقيل المدرع - التطور النهائي لفرسان العصور الوسطى - على دوره الأساسي في ساحات القتال في الحروب الإيطالية. كان رجال الدرك الفرنسيون عموماً أكثر نجاحاً ضد القوات الراكبة من الأمم الأخرى ويعود ذلك إلى حد كبير إلى خيولهم الممتازة.
شهدت الحروب الإيطالية تطور المدفعية وخاصة الميدانية حيث أصبحت جزءاً لا يتجزأ من أي جيش من الطراز الأول. جلب شارل الثامن خلال غزوه لإيطاليا أول عدة حصار محمول حقيقية: مدافع محمولة على عربات بعجلات، والتي يمكن نشرها ضد أحد معاقل العدو على الفور بعد وصولها.
قاد الجيوش خلال الحروب الإيطالية مجموعة متنوعة من القادة تتنوع بين المرتزقة والكوندتييري إلى النبلاء والملوك.
دار أغلب القتال خلال الحروب الإيطالية أثناء حالات الحصار. أجبر الغزوات المتتابعة إيطاليا لتبني مستويات متقدمة من التحصينات، باستخدام تحديثات جديدة مثل فصل المعاقل (بروزات في أسوار المدن) والتي تتحمل نيران المدفعية المتواصلة.

## أهميتها تاريخياً
كانت الحروب الإيطالية إحدى الصراعات الرئيسية الأولى والتي احتفظ بسجلات معاصرة واسعة عنها ويرجع ذلك إلى حد كبير إلى وجود قادة يعرفون القراءة والكتابة وغالباً متعلمين بشكل جيد للغاية.
لم تكن تسمية الصراعات في الحروب الإيطالية موحدة حيث تختلف بين المؤرخين في تلك الفترة. يمكن تقسيم بعض الحروب أو تجميعها بشكل مختلف، مما يتسبب اختلاف ترتيب ترقيم الحروب بحيث لا تنسجم بين المصادر المختلفة. قد يشار إلى الحروب بتواريخها أو بأسماء الملوك المشاركين.
من الكتابات المعاصرة الرئيسية للشطر الأول من الحروب الإيطالية كتاب فرانشيسكو غيتشارديني ستوريا ديتاليا (تاريخ إيطاليا) والذي دون خلال فترة النزاع وعزز من أهميته حرية وصول غيتشارديني للشؤون البابوية.